# Hanni & Nanni
Hanni & Nanni (bra: Hanni & Nanni) é um filme alemão do género comédia, realizado por Christine Hartmann, com base na série de livros As Gémeas de Enid Blyton. Lançado a 17 de junho de 2010 na Alemanha, foi protagonizado por Jana Münster e Sophia Münster.

## Elenco
- Jana Münster como Annemarie “Nanni” Sullivan
- Sophia Münster como Hanna “Hanni” Sullivan
- Hannelore Elsner como Director Theobald
- Heino Ferch como Georg Sullivan
- Suzanne von Borsody como Senhora Mägerlein
- Anja Kling como Julie Sullivan
- Katharina Thalbach como Senhorita Bertoux
- Oliver Pocher como Rüdiger Hack
- Zoe Thurau como Jenny
- Aleen Jana Kötter como Erika
- Lisa Vicari como Suse
- Ricarda Zimmerer como Kathrin
- Emilie Kundrun como Oktavia
- Eva Haushofer como Antonia
- Davina Schmid como Linda Turn
- Sophia Thomalla como Silke
- Monika Manz como Mãe de Hubertus
- Joram Voelklein como Director Werner
- Franca Bolengo como Sophia
- Kevin Iannotta como Marc
- Amina Heinemann como Winni
- Sunnyi Melles como Mãe de Erika
- Maxine Göbel como Letitia